# رحمت‌آباد (جاجرم)
رحمت‌آباد روستایی در دهستان میان دشت بخش مرکزی شهرستان جاجرم استان خراسان شمالی ایران است.

## جمعیت
بر پایه سرشماری عمومی نفوس و مسکن در سال ۱۳۹۵ جمعیت این مکان ۹۴ نفر (۲۶خانوار) بوده‌است.